# Kation
A kationok pozitív elektromos töltéssel rendelkező ionok. Pozitív töltésük elektronhiányos állapotukból következik, a részecskét felépítő elektronok száma kisebb a protonokénál.
A kation töltésének nagyságát az őt felépítő protonok és elektronok számának különbsége adja: eggyel kevesebb elektron esetén egyszeresen pozitív, kettővel kevesebb esetén kétszeresen pozitív töltésű az ion.
Kémiai jelük az őket alkotó részecskék jeléhez jobb felső indexbe tett „+” jel, többszörös töltésű ionok esetén pedig a „+”-jel előtt a töltés nagyságát is feltüntetjük: K+, Ca2+, Al3+ stb.
Az egyszerű kationok egyetlen atomból képződnek oxidációval, azaz elektronleadással. Nevüket a megfelelő elem nevéhez illesztett „-ion” szócskával képezzük, így a Ca2+ neve kalciumion.
Az összetett kationok elektronhiányos „molekulák”, több atomból épülnek fel. Nevüket az adott atomcsoportra jellemző név mögé illesztett „-ónium” végződéssel képezzük. Az ammóniából (NH3) képződő NH+4 tehát az ammóniumion.
Kationok (és az anionok is) szabadon csak plazmaállapotban léteznek, normális körülmények között oldatban, ionrácsos vegyületben, sóolvadékban, tehát anionok által semlegesítve, kötött állapotban vannak.
Az egyszerű kationok redukcióval (elektronfelvétel) alakulhatnak semleges töltésű atomokká.
Ellentétes, negatív töltésű párjaik az anionok, melyekkel ionos kötés kialakulása révén ionrácsos vegyületeket alakítanak ki.
A kation (κατιόν) görög szó, azt jelenti: lefelé menő. Michael Faraday-től származik az elnevezés, aki az elektrolízissel kapcsolatos elnevezések kérdésében barátjához, William Whewell(en) történészhez fordult.